# Az észak királynője
Az észak királynője (dánul: Margrete den Første, nemzetközi forgalmazásban használt angol nyelvű címe Margrete: Queen of the North) egy 2021-ben bemutatott dán–norvég–svéd–lengyel–cseh–izlandi történelmi filmdráma, Charlotte Sieling rendezésében. A nemzetközi helyszínekkel és közreműködőkkel forgatott film központi karaktere a 14/15. század fordulóján élt I. Margit dán királynő, a kalmari unió létrehozója és védelmezője. A megtörtént eseményeken alapuló cselekmény 1402-ben játszódik, amikor egy trónkövetelő felbukkanása a szövetséget válságba sodorja, a királynőt pedig kikerülhetetlen, tragikus válaszút elé állítja. Magyarországon az Art Mozi hálózat mutatta be 2022. január 13-án, eredeti nyelven, magyar feliratokkal. 

## Cselekmény
Előjáték
A bevezető képsorokon a nyolcesztendős gyermek Margit dán királyi hercegnőt látjuk, aki 1361. július 27-én Gotland szigetén, a visbyi csatamezőn szemtanúként éli át apjának, IV. Valdemár királynak győzelmét a svédek fölött, és a csatát követő kegyetlen mészárlást és fosztogatást is.
A fő cselekmény
A történet négy évtizeddel később, 1402-ben folytatódik. Margit, Haakon norvég király özvegye immár 25 év óta Dánia és Norvégia régense, de facto királynője, 1387-ben fiatalon elhunyt fia, Olaf király helyett. Társuralkodója fogadott fia, Pomerániai Erik, Margit kis-unokaöccse, a királyné elhunyt nővérének, Ingeborg pomerániai hercegnének unokája, akit Margit ötéves korában hozott magával Dániába, 1388-ban utódjának jelölte ki. Öt év telt el Margit királynő nagy politikai műve, a kalmari unió létrehozása óta. Dánia, Norvégia és (1396-ban) Svédország rendjei is elismertek uralkodójuknak Margitot és Eriket. Margit folyamatosan dolgozik a szövetség erősítésén, katonai erejének fokozásán, hogy az északi országok közös haderővel rettentsék el ellenfeleiket, elsősorban a Hanza-szövetséget és az agresszíven terjeszkedő Német Lovagrendet. A régens-királynő egyensúlyoz a három ország főnemesi csoportjainak érdekei között. Erik lassan eléri a nagykorúságot, de Margit régens-királynő továbbra is saját jogán kormányoz, mert a forrófejű Eriket még nem tartja alkalmasnak önálló uralkodásra. Margit igyekszik fékentartani és hatalomra éhes unokaöccsét, nehogy az egymással vetélkedő frakciók befolyása alá kerüljön. A királynő legfőbb támogatója Peder Jensen Lodehat, Växjö és Roskilde püspöke, Margit évtizedes barátja és bizalmas tanácsadója. Legfőbb prioritásuk az unió fenntartása és erősítése.
1402-ben a három háború-verte ország már ötödik éve élvezi a béke áldásait. Margit királynő tanácsba hívja a három ország főnemeseit, hogy bejelentse, eljegyezte IV. Henrik angol király leányát, Filippa hercegnőt saját fogadott fia, Erik király számára. Kalmar várában ünnepélyesen fogadják a bemutatkozó látogatásra érkező, még gyermekkorú menyasszonyt, akit Anglia követe, William Bourchier, Eu grófja kísér. Lord Bourchier feladata a házassági szerződés megkötése. Az északi unió királynője katonai szövetséget akar Angliával, hogy szembeszállhasson a Német Lovagrend Államával, mely nemrégen elragadta Svédországtól Gotland szigetét. A százéves háborúban lekötött Anglia számára is előnyös a skandináv szövetség, de cserébe trónöröklési jogot kér Filippa és utódai számára. Ezt Margit kategorikusan kizárja, hiszen így országai Henrik király kezére jutnának.
A fogadást követő ünnepi lakoma során Margit nyugtalanító hírt kap Asle Jonsson norvég főnemestől: A kalmari gyűlésre tartó Asle találkozott egy emberrel, aki a poroszországi Graudenzből jött és azt állítja, ő Margit királynő és Haakon király fia, Olaf Haakonsson király, akiről úgy tudják, tizenöt évvel ezelőtt, 1387-ben a délnyugat-svédországi Falsterbóban meghalt pestisben. Az akkor tizenhét esztendős Olaf már közel járt a nagykorúsághoz, hamarosan átvette volna Dánia és Norvégia fölötti uralkodást. A királynő tudja, hogy ellenségei pletykákat terjesztenek arról, hogy neki magának része volt fia meggyilkolásában, hogy így biztosítsa saját hatalmát.
Asle és a norvég tanácsosok úgy vélik, a graudenzi férfi valóban Olaf, Dánia és Norvégia törvényes királya. Margit ragaszkodik ahhoz, hogy fia halott. A hír gyorsan terjed, ezért Margit elrendeli, hogy a férfit hozzák elé a kalmari várba, nyilvános tárgyaláson tisztázzák személyazonosságát, ezzel véget vetve minden pletykának. Közben Margitnak és bizalmasainak gyanússá válik az egyik vendég, a mindenre figyelő, szaglászó Raberlin német kereskedő. A királynő titokban utasítja svédországi hadparancsnokát, Jakob Nilssont, kövesse Raberlint, amikor az visszatér Poroszországba. Jakob maga mellé veszi Roart, a királynőt szolgáló marcona kalózt.
A „graudenzi embert” Kalmarba hozzák, Margit és Erik elé. A nyilvános kihallgatáson az elgyötört, sebekkel borított férfi kijelenti, hogy ő Olaf király. Elmondása szerint tizenöt évvel korábban, 1387-ban a királyi kíséret egyik tagját utasították, ölje meg őt méreggel. Ő életben maradt, gyilkosai ezért elrabolták és porosz földre vitték, ahol a Német Lovagrend egyik kolostorában tartották fogva tizenöt éven át. Néhány héttel ezelőtt valaki magyarázat nélkül kiengedte fogságából, és ő hazaindult Skandináviába, hogy visszaszerezze elbitorolt örökségét. Az unió hasadni látszik: a dán és svéd tanácsosok nem hisznek a graudenzi embernek, a norvég tanácsosok hajlanak rá, hogy elismerjék királyuknak az önjelölt Olafot, az utolsó norvég király, VII. Haakon állítólagos fiát. Margit királynő börtönben tartja a férfit, amíg határoz sorsa felől.
A királynő nehéz dilemma elé kerül: Ha a foglyot elismeri fiának, Pomerániai Erik trónigénye semmivé válik. A forrófejű Erik érzi a veszélyt, követeli a graudenzi ember azonnali kivégzését, felségárulás vádjával. Anglia követe, Lord Bourchier a tárgyalások megszakításával fenyegetőzik, mert a jogos uralkodó személye kétségessé vált. Margit királynő személyes kérésére a lord néhány nap haladékot ad, addig nem viszi haza Filippa hercegnőt. A tekintélyét féltő Erik külön tárgyalásra hívja Lord Bourchier-t, és a szövetségért cserébe felkínálja neki Filippa trónöröklési jogát saját trónjaira. Margitot beépített kémjei értesítik a „különutas” tárgyalásról. A királynő az utolsó percben odaérkezik és meghiúsítja a megegyezést, porig alázva a könnyelmű Eriket.
A fogoly kihallgatása során szaporodnak a kételyek, a férfi pontos leírást ad Olaf gyermekkorának részleteiről, eseményeiről. Margit a saját környezetében nyomoz: kiderül, hogy Olaf akkori kíséretének még élő tagjai közül senki sem látta a király holttestét saját szemével, mert pestisesnek hitték. Asle és a norvég tanácsososok elfogadják, hogy a graudenzi ember azonos a halottnak hitt Olaffal. Margitban is kétely ébred, hátha tényleg az eltűnt fiával áll szemben. Négyszemközt felkínálja a fogolynak: ha önként beismeri, hogy nem azonos Olaffal, akkor megkíméli az életét, és fogságában kedvező körülményeket kap. A fogoly azonban makacsul ragaszkodik igazához.
Peder Jensen püspök figyelmezteti a királynőt, hogy a graudenzi férfi puszta létezése is fenyegeti Erik legitimitását, ezért semmiképpen sem szabad életben hagyni, bármilyen vallomást tenne is. Tépelődése közben Margit ráébred, hogy fiának megöletését (vagy annak kísérletét) csak az ő környezetéből kezdeményezhették, de ő maga ilyen parancsot sohasem adott senkinek. Az egyetlen személy, akinek hatalmában állt elrendelni a királynő tulajdon fiának megöletését, az csakis maga Peder püspök lehetett. Peder elismeri, hogy ő adta ki az utasítást, mert Olaf király sohasem lett volna képes rendet teremteni Dánia-Norvégiában, sem hatalmát elfogadtatni Svédországgal. Erre Peder csak Margitban látta meg az uralkodói tehetséget, aki azután valóban békét teremtett és szövetséget szervezett a három királyságban.
A graudenzi férfi vallomásai és Peder beismerése nyomán Margit rádöbben, hogy a fogoly valóban az ő fia. Az utolsó tárgyaláson elismerni készül Olafot. Erik azonban értesül szándékáról és megelőzi: tanúnak állítja Hildurt, Olaf egykori dajkáját, aki azt vallja, a vádlottnak ő maga tanította be Olaf herceg gyermekkorának történeteit és részleteit, hogy hihetően személyesíthesse meg a valódi Olafot. Hildur nyilvánvalóan hazudik, de a szenvedélyek elszabadulnak. Erik halálra ítéli a felségárulót, és színvallásra kényszeríti a tanácsosokat. A dánok és svédek Erik mellé állnak, Peder Jensen is behódol, hogy az unió egységét mentse. Az Olaf mellé állt norvég tanácsosokat Erik letartóztatja, Margit királynőt házi őrizetbe véteti.
Éjszaka Margit szökést tervez: A norvég Asle Johnsont megbízza, fegyvereseivel hozza ki börtönéből fiát, Olafot, és mindhárman meneküljenek a norvégiai Bergenbe, bár Margit tudja, hogy emiatt Dánia-Svédország háborút indíthat Norvégia ellen. A szökést felfedezik, Erik elrendeli a szökevények üldözését. Asle és Olaf sikeresen kitörnek a várból, és a kikötőben, kifutásra kész hajón várják Margitot, aki azonban visszamarad, mert a kritikus pillanatban megérkezik Jakob Nielssen és kísérője, Roar kalóz. A két keménykötésű harcos álruhában követte Rabelint porosz területre, kijátszva (vagy leölve) a rájuk vadászó német poroszlókat. Utolérték és kivallatták Raberlint, akinél leveleket és a svéd partvédelmi rendszerről szóló kémjelentéseket találtak. Nielssen beszámolójából kitűnik, hogy küszöbön áll a Német Lovagrend katonai inváziója a svéd szárazföld ellen, és az is, hogy a Német Lovagrend kolostorában őrzött Olafot a németekkel összejátszó Johan Sparre svéd tanácsos személyesen engedte ki, hogy jól időzített megjelenésével zavart keltsen, trónviszályt okozzon, megingassa Margit hatalmát, meghiúsítsa a szövetséget Angliával és megossza az uniót.
A fenyegető invázió árnyékában a reálpolitikus Margit az egység megőrzését minden személyes érzelem elé helyezi. Elárulja Eriknek menekülésük tervezett útját, a fegyveresek elfogják Olafot és Aslét. Margit meggyőzi Eriket, adjon kegyelmet Aslének és Sparrénak, hogy mindkettőjüket kollaborálásra kényszeríthesse. Meghozza fájdalmas döntését: beleegyezik, hogy fiát, Olafot felségárulásért halálra ítéljék és anyja szeme láttára máglyán megégessék. Az összeesküvést meghiúsították, Erik király trónja megszilárdult, a szövetség egysége helyreállt. Az unió egyesült haderőkkel indulhat az inváziósok elűzésére.

## Szereposztás
| Szerep                                       | Színész                  | Megjegyzés |
| -------------------------------------------- | ------------------------ | ---------- |
| Margit királynő                              | Trine Dyrholm            |            |
| Pomerániai Erik király                       | Morten Hee Andersen      |            |
| Peder Jensen Lodehat, Roskilde püspöke       | Søren Malling            |            |
| A graudenzi ember, „ál-Olaf”                 | Jakob Oftebro            |            |
| Jens Due főudvarmester                       | Thomas Waern Gabrielsson |            |
| Johann Sparre svéd főnemes                   | Magnus Krepper           |            |
| Asle Jonsson norvég főnemes                  | Bjørn Floberg            |            |
| William Bourchier, Eu grófja, Anglia követe  | Paul Blackthorne         |            |
| Filippa angol hercegnő                       | Diana Martinová          |            |
| Jacob Nilsson, Margit hadparancsnoka         | Simon J. Berger          |            |
| Roar, svéd kalóz                             | Linus James Nilsson      |            |
| Astrid, Erik király komornája, Margit kémje  | Agnes Westerlund         |            |
| Malin, Margit királynő komornája, Erik kémje | Annika Hallin            |            |
| Hildur, Olaf herceg dajkája                  | Halldóra Geirharðsdóttir |            |
| Raberlin német kalmár                        | Richard Sammel           |            |

## Történelmi háttér

A kalmari unió területe 1400 körül

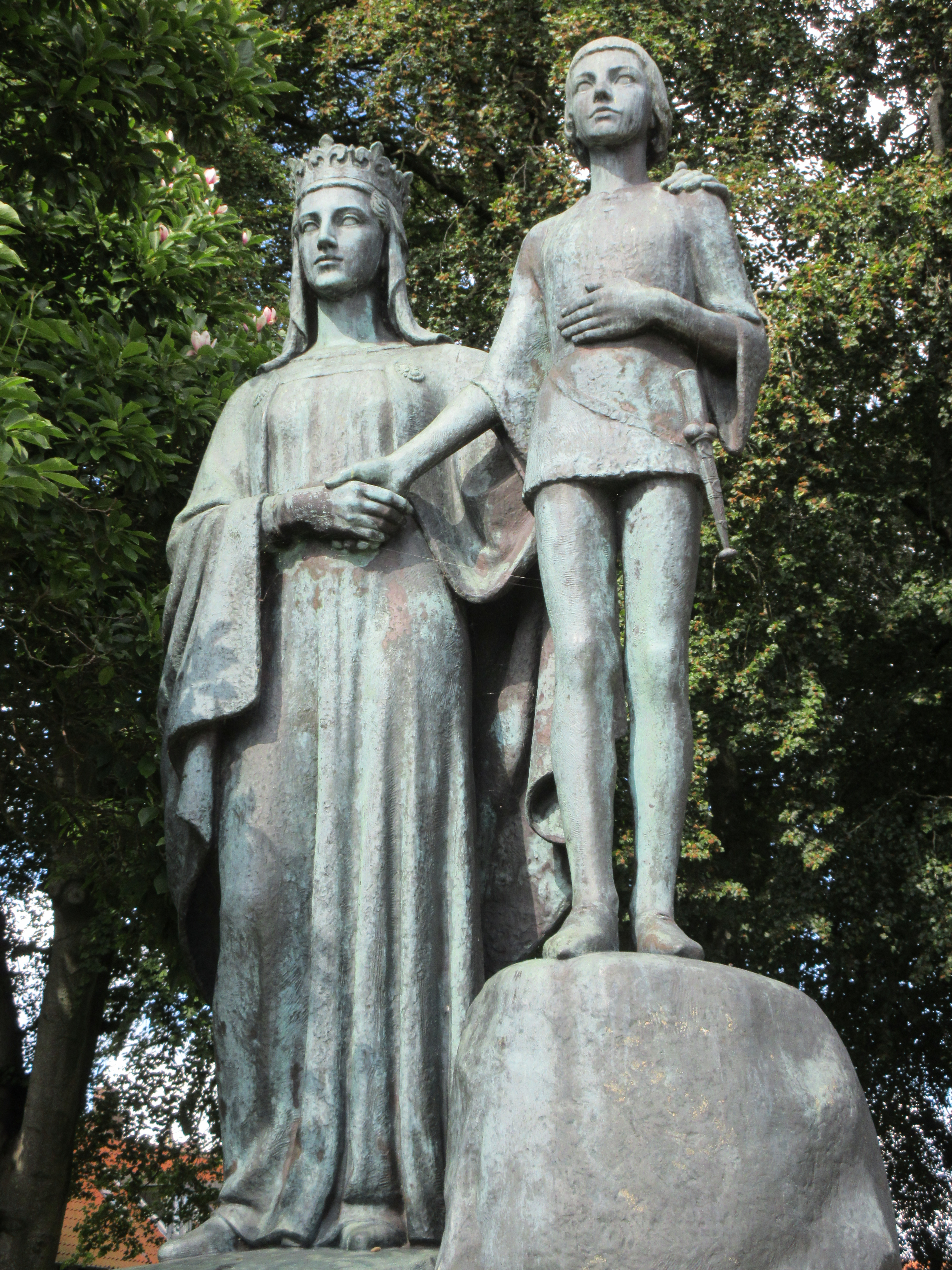
Margit királynő és Pomerániai Erik szobra Viborgban

Margit dán, norvég és svéd királynő (1353–1412),  IV. Valdemár dán király leánya, VI. Haakon norvég király özvegye régensként uralkodott először kiskorú fia, Olaf király nevében. Olaf 1387-ben váratlanul, utód nélkül meghalt. Margit 1388-ban kis-unokaöccsét, saját elhunyt nővérének unokáját, az ötéves Pomerániai Bogiszláv herceget koronáztatta Erik néven Dánia és Norvégia királyává, a továbbiakban az ő nevében kormányzott régens-királynőként. Erik király 1406-ban feleségül vette Lancasteri Filippa angol királyi hercegnőt, IV. Henrik király leányát, de gyermekeik nem születtek, trónjait 1440 után unokaöccse, Pfalz-neumarkti Kristóf örökölte.
Margit nagy politikai műve az 1396-os kalmari unió megszervezése, a három északi királyság egyesítése Erik koronája alatt. A krónikák szerint 1402-ben dániai kereskedők a poroszországi Graudenzben egy szegénységben élő, ismeretlen férfit találtak, aki a halottnak hitt Olaf királynak vallotta magát. Néhányan valóban felismerni vélték benne Olaf arcvonásait. A Német Lovagrend nagymestere személyesen kísérte a férfit Margit királynő elé Kalmar várába. A kihallgatáson a szélhámos egyetlen szót sem tudott dán nyelven, így azonnal lelepleződött. Beismerte, hogy német parasztcsaládból származik, a csehországi Eger környékéről való. Az Ál-Olafot felségárulásért halálra ítélték és Lund városában máglyán megégették, a per irataival együtt. Az igazi Olaf király 1387-es halálának körülményeit a dán koronatanács részletesen kivizsgáltatta, a vizsgálat eredményeit kiáltványban köröztettek a királyságokban, hogy cáfolják a – főleg Norvégiában – keringő pletykákat, melyek Olaf meggyilkolásáról és Margit bűnrészességéről szóltak.
A film végén feliratok emlékeztetik a nézőket, hogy az 1396-ban megalakított kalmari unió Margit halála (1412) után is több, mint mint egy évszázadon át fennmaradt. 1523-ban Svédország kiválásával a középkori szövetség formálisan megszűnt, de Dánia és Norvégia reáluniója 1814-ig fennmaradt, majd ezt Norvégia és Svédország perszonáluniója követte az 1905-ös teljes szétválásig. Skandinávia országait ma is különleges és szoros kapcsolat fűzi egymáshoz, melynek gyökereit az 1412-ben elhunyt I. Margit királynő életművében kereshetjük.

## Gyártás

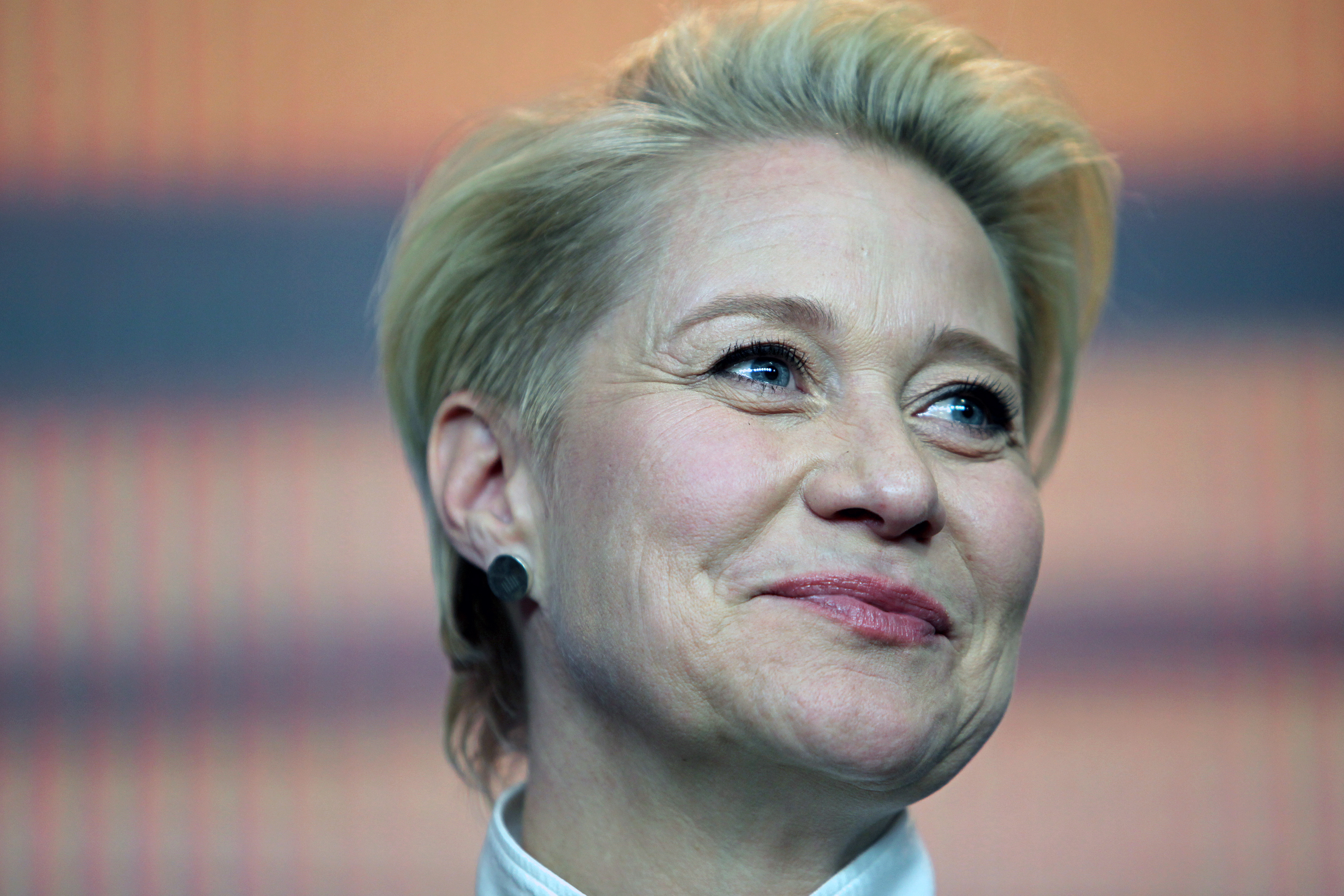
A címszereplő Trine Dyrholm (a 2016-os Berlinálén)

A film előbemutatóját 2021 augusztusában a Norvég Filmfesztiválon tartották. Dániában szeptemberében mutatták be. Ez volt a dán filmgyártás történetének legnagyobb szabású vállalkozása, minden eddiginél magasabb költségvetéssel, mely mintegy 64,5 millió dán koronára rúgott. Ebből 20 milliót a Dán Filmintézet (Danske Filminstitut) adott, mely az eddigi legnagyobb összeg, melyet egyetlen filmnek nyújtottak.
A filmet alapvetően csehországi helyszíneken, többek között Prágában forgatták, 2020-ban. Március 12-én a munkát két hétre fel kellett függeszteni a koronavírus-járvány kitörése miatt. A projektet magánalapítványok extra adományai mentették meg, akik összesen 8,5 millió koronával segítették ki a producereket: (Film i Väst Alapítvány, a Margit királynő és Henrik herceg Alapítvány (Dronning Margrethes og Prins Henriks Fond), továbbá az A.P. Møller, a Carlsberg és az Augustinus Alapítványok.

## Fogadtatás
A film nagy sikert aratott, sajtóvisszhangja is kedvező volt. Az I. Margitról szóló történelmi film ünnepélyes bemutatóját megtekintette Dánia aktuális uralkodója, II. Margit királynő is.
A legrégebbi, ma is megjelenő dán napilap, a Berlingske Tidende „az elmúlt évtizedek legjobb dán történelmi filmjének” nevezte, kiváló szereplőgárdával.
 
Más sajtójelentések méltatták a címszereplő Trine Dyrholm színésznő kiemelkedő alakítását.